# Chipatá
Chipatá è un comune della Colombia facente parte del dipartimento di Santander.